# Kutina

Kutina é uma pequena cidade do centro da Croácia, localizada no jupanato de Sisak-Moslavina. Kutina tem uma população de 14.814 na cidade e 24.597 habitantes na municipalidade (2001).